# Rudán Joe
Rudán Joe (Pécs, 1963. június 5. –) magyar rockénekes.

## Életrajza
Már középiskolás korától énekelt zenekarokban (Ewerest, HGM, Morris, Signál, Spirál, Jet, Candy, Alfa, Griff). 1988-ban alakult Coda nevű zenekara, mely elsősorban feldolgozásokat játszott (pl.: Led Zeppelin, Deep Purple), de saját számokkal is rendelkezik. 1990-ben amikor a Pokolgép együttes énekest keresett, akkor ajánlották őt Kukovecz Gábornak és Pazdera Györgynek, a Pokolgép akkori tagjainak, akik elmentek egy Coda koncertre, ahogy meghallották, rögtön elhívták a zenekarba énekelni. Ő ment is, azzal a feltétellel, hogy a Coda zenekart semmiképpen nem akarja feladni. 1997-2007 között párhuzamosan a P. Mobil zenekarban is énekelt.  
1993-ban játszott az Atilla – Isten kardja című rockoperában. Szerepe van 1990-től a minden nyáron megrendezett Rockmaraton fesztivál szervezésében is. 2008-tól 2013 végéig a Mobilmánia énekese. 2009-ben Életmű Díjat kapott. 2010 januárjában megalapította a "Rudán Joe Akusztik" zenekarát. 2010 áprilisában Rudán Joe távozott a Pokolgép együttesből.
2014-ben csatlakozott a Dinamithoz Kálmán György mellé második énekesként, majd 2015-től ő maradt az egyedüli énekes. 2015-ben a Coda tagságára alapozva megalapította a Rudán Joe Bandet, melynek tagjai Rudán Joe mellett Gyenes Attila (Süni) basszusgitár, Gyenes Máté gitár és billentyűsök, Tóth László gitár, és Matus Péter dobok (2021-ben Matust Tóth Zoltán "Csüli" váltotta) . 2019 augusztusában Joe egyeztetési problémák miatt kilépett a Dinamitból. 

## Diszkográfia

### Szólóban
- Én ez vagyok (2014)
- 50/30 Jubileumi koncert (2015)
- Lírák (2016)
- Még egy tárral (2017)
- 55 éves jubileumi koncert (2019)
- Feketén fehéren (2021)
- Rudán Joe Akusztik (2022)
- Vasvitéz (2024)

### Pokolgép
- Adj új erőt (1991)
- Vedd el ami jár (1992)
- Utolsó merénylet (1995) – koncert
- A gép (1996)
- Csakazértis (2000)
- Ancient Fever (2001) – angol nyelvű stúdióalbum
- Live (2001) – koncert
- Te sem vagy más (2002)
- Momentum (2002) – válogatás
- A Túlélő (2004)
- Oblatio (2006) – unplugged
- Pokoli mesék (2007)

### P. Mobil
- Kutyából szalonna (1998)
- Színe-java 1. – Színe (1999)

### Coda
- Coda (1999)

### Mobilmánia
- Ez a mánia (2008)
- Mobilmánia – Budapest, Petőfi Csarnok 2009.04.30. Koncert DVD + CD (2009)
- Az út legyen veled (2010)
- Vagyunk és maradunk még DVD+2CD (2012)

### Dinamit
- Játszd, ahogy akarod (2015, újraénekelt változat)